# Последний дюйм (рассказ)
«Последний дюйм» (англ. The Last Inch) — рассказ (повесть) английского писателя Джеймса Олдриджа, получивший большую популярность в СССР, где он был экранизирован почти сразу же после публикации. Впервые опубликован в русском переводе Елены Голышевой и Б. Изакова в журнале «Огонёк» в 1957 году. На английском языке был опубликован в 1959 году в сборнике рассказов Олдриджа Gold & Sand в лондонском издательстве Bodley Head. В том же году вышел в СССР в составе сборника рассказов писателя.
Как сообщается в статье, сопровождавшей первую публикацию рассказа в СССР, сам Олдридж также умел управлять самолётом и во время Второй мировой войны был лётчиком бомбардировщика; кроме того, он увлекался подводной съёмкой, в том числе снимал в Акульей бухте акул.

## Сюжет
Сорокатрёхлетнему Бену, лётчику с большим опытом, из-за возраста всё сложнее найти работу. Несколько лет он проработал в Египте, летая над пустынным побережьем с геологами, однако нефтеразведка была свёрнута. Затем он снимал подводный мир Красного моря для телекомпании, но теперь получил последний заказ на съёмки акул. Бен отправляется на маленьком самолёте «Остере» в пустынный уголок на берегу моря, взяв с собой десятилетнего сына Дэви. Жена Бена давно уехала в США, а сына он решил оставить на несколько месяцев у себя, чтобы лучше узнать его — ранее из-за постоянной работы Бену приходилось мало общаться с Дэви.
В далёкой бухте Бен посадил самолёт и, приготовив акваланг и киноаппарат, опустился в море. Ему удалось сделать кадры орляка, после чего Бен вылез на сушу и взял захваченную с собой лошадиную ногу - приманку для акул. Он снова спустился под воду, установил ногу на коралле и снял, как акулы раздирают мясо. Однако Бен забыл смыть с себя кровь и акула набросилась на него, сильно покусав ему руки и поранив ноги. Бену удаётся вылезти на берег.
Дэви оказывает ему помощь. Бен потерял много крови и постоянно теряет сознание, так что теперь только от Дэви зависит, смогут ли они вернуться в Каир; об их нынешнем местонахождении никто не знает, Бен сказал что они полетели в Хургаду. Из пустыни никто не приедет, к берегу никто не подойдёт из-за рифов. Начинает дуть хамсин, и видимость ухудшается. Дэви удаётся втащить Бена в кабину и поднять «Остер» в воздух, руководствуясь советами отца и своими прежними наблюдениями за тем, как тот водит самолёт. Бен часто теряет сознание, так что Дэви приходится принимать многие решения самостоятельно. В итоге ему удаётся довести самолёт до Каира и посадить его. Бен выживает, хотя теряет одну руку. Он решает, что по возвращении домой ему понадобится ещё долгое время, чтобы по-настоящему сблизиться с сыном, которого он до сих пор плохо знает, чтобы преодолеть тот «последний дюйм, который разделяет всех и вся».

## Продолжение
События «Последнего дюйма» продолжены в рассказе Олдриджа «Акулья клетка» (The Shark Cage), опубликованном в СССР в 1959 году, также в переводе Е. Голышевой и Б. Изакова. Действие в этом рассказе происходит спустя восемь месяцев. Бен, потративший все деньги на лечение, решает вернуться в Акулью бухту, чтобы ещё раз снять акул и скатов и на заработанные деньги наконец уехать с сыном из Египта. Для этого он заказывает железную клетку, внутри которой он будет находиться под водой. Вдвоём с сыном они снова летят в бухту, и Бен снимает акул. Однако от удара манты клетка падает на дно, и Бен чуть не погибает. С трудом выбравшись из моря при помощи Дэви, Бен замечает, что оставил на дне камеру с ценными кадрами, но решает уже не возвращаться за ней.

## Адаптации
- В 1958 году по рассказу Олдриджа в СССР на киностудии «Ленфильм» режиссёрами Теодором Вульфовичем и Никитой Курихиным был снят фильм «Последний дюйм».
- В 1968 году был выпущен чёрно-белый диафильм по рассказу (художник В. Высоцкий)[6].
- В 1986 году на Всесоюзном радио записан радиоспектакль по рассказу «Последний дюйм».
  - Автор инсценировки: Николай Грунин. Режиссёр-постановщик: Нина Бирюлина. Звукорежиссёр: Альфия Кутуева. Операторы: Елена Садовая, Ирина Фирскина, Татьяна Стальнова, Инна Прозоровская. Музыкальное оформление: Юрий Моисеев. Шумовое оформление: Валентина Михайлова. Ассистент режиссёра: Михаил Розенберг. Редактор: Елена Ковалевская.
  - Действующие лица и исполнители: Дэви — школьник Митя Никитин; Бен — Александр Лазарев; Врач — Валерия Лебедева; От автора — Николай Александрович.[7]